# Ледяные цветы
«Ледяные цветы» — советский художественный широкоэкранный фильм, снятый в 1986 году режиссёром Юрием Тупицким на киностудии имени А. Довженко по сценарию Виктора Говяды.
Премьера фильма состоялась 3 июля 1986 года. Фильм посмотрели 300 тысяч зрителей.

## Сюжет
Иван и Зина, собиравшиеся праздновать свадьбу, попадают в трудную ситуацию, когда их баржа застревает из-за льда. Они решают продолжить путь пешком, присоединяя к себе несколько попутчиков. Во время путешествия возникают различные препятствия, но группе удаётся добраться до своих друзей и устроить долгожданную свадьбу, несмотря на печальные потери.

## В ролях
- Алексей Булдаков — Иван Зимогляд
- Наталья Сумская — Зина
- Владимир Шпудейко — Юрий Королек
- Марина Федина — Тоня
- Анатолий Лукьяненко — Пётр Горобей
- Анатолий Соколовский — капитан сухогруза
- Елена Ильенко — Марина

## Съёмочная группа
- Режиссёр: Юрий Тупицкий
- Сценарист: Виктор Говяда
- Оператор: Вадим Ильенко
- Художник: Анатолий Добролежа
- Звукорежиссёр: Татьяна Бондарчук
- Композитор: Сергей Бедусенко